# Unge Fritz
Unge Fritz (russisk: Юный Фриц) er en sovjetisk film fra 1943 af Grigorij Kozintsev og Leonid Trauberg.

## Medvirkende
- Mikhail Zjarov
- Maksim Sjtraukh
- Mikhail Astangov
- Vsevolod Pudovkin
- Janina Zjejmo